# تحكم رقمي مباشر
تحكم رقمي مباشر (DNC)، تعرف أيضًا باسم تحكم رقمي موزع، مصطلح مشهور في هندسة التحكم، عمليات التصنيع وخصوصا ماكينات التحكم الرقمي باستخدام الحاسوب. في بعض أجهزة تحكم ماكينات التحكم الرقمي باستخدام الحاسوب، تكون الذاكرة المتوفرة صغيرة جدًا بحيث لا يمكنها احتواء برنامج المعالجة (على سبيل المثال، معالجة السطوح المعقدة)، لذلك يتم تخزين البرنامج في كمبيوتر منفصل وإرساله مباشرة إلى الجهاز، كتلة واحدة في كل مرة، حتى في حالة كون الكمبيوتر متصلا بعدد من الماكينات، يمكنه توزيع البرنامج عليهم حسب الحاجة.
في العادة، توفر الشركة المصنعة لأجهزة التحكم الرقمي المباشر البرامج المناسبة لها أو على الأقل التطبيقات التي تحقق الهدف المطلوب منها. يلزم توفير شبكات التحكم الرقمي المباشر أو سبل اتصال المناسبة، عند استخدام برامج التصنيع بمساعدة الحاسوب على ماكينات التحكم.
حديثا، بدأ استخدام أجهزة التحكم الرقمي المباشر اللاسلكية بدلا من الإصدارات السلكية. تستخدم تلك الأجهزة على نطاق واسع في صناعات ذات تصنيع الصفائح المعدنية الهامة، صناعات السيارات، الأجهزة وصناعات الطيران.

## التاريخ

### 1950-1970
في خمسينات القرن الماضي، كانت أجهزة التحكم الخاصة بماكينات التحكم الرقمي باستخدام الحاسوب تعتمد على الشرائط الورقية، حيث كانت أجهزة التحكم لها قوارئ خاصة، استمرت بعض الشركات بصناعة تلك الشرائط الورقية حتى ثمانينيات القرن الماضي.

### الثمانينيات
مع بداية ثمانينيات القرن الماضي، بدأ الاعتماد بشكل أساسي على نقل برامج التحكم الرقمي باستخدام الحاسوب بين جهازي كمبيوتر احدهما مضيف والأخر تحكم. غالبا ما كانت أجهزة الكمبيوتر المضيفة من صناعة شركات مثل صن ميكروسيستمز، هوليت-باكارد، ديجيتال إكوبمينت أو آي بي إم تستطيع تشغيل مجموعة متنوعة من برامج تصميم بمساعدة الحاسوب/تصنيع بمساعدة الحاسوب. عرضت شركات تصنيع ماكينات التحكم الرقمي المباشر مجموعة من الأدوات تستطيع العمل على نظام إكس 86 وإن سي بي سي. تهدف برامج المضيفة عن تتبع تعديلات برنامج التحكم الرقمي باستخدام الحاسوب.
لا تحتوي أجهزة التحكم القديمة على أي منفذ قادر على استقبال برامج مثل موصل آر إس 232 أو أر أس 422. لذلك فهي تحتوي على قارئ أو بي تي أر.

### 1990 - الآن
ساهم التقدم التكنولوجي في أواخر الثمانينيات وأوائل التسعينات في إنهاء عصر الشرائط الورقية ومخارج التحكم الرقمي المباشرالخاصة. بدأ بعض مصنعو ماكينات السي إن سي بتوفير أجهزة تحكم تربط بأجهزة الحاسب الآلي التي تعمل بنظام الدوس، الويندوز أو أو إس/2 والتي يمكن ربطها بالشبكات الموجودة باستخدام البروتوكولات القياسية.
بدأ العملاء بترك الحواسيب الصغيرة عالية التكلفة وبروتكولات العمل المعتمدة على تصميم بمساعدة الحاسوب/تصنيع بمساعدة الحاسوب إلى حلول تعتمد على الكمبيوتر لتصبح أكثر فعالية وأقل تكلفة. سريعا مع بدأ المستخدمون في المطالبة بالمزيد من أنظمة DNC لتصبح أكثر فاعلية في التحميل/ التنزيل، التعديل والأمان. بدأت الأنظمة التي تعتمد على الكمبيوتر الشخصي وأصبح بإمكانها انجاز هذه المهام على أساس الشبكات القياسية بأقل تكاليف. مع التقدم أيضا، لم يعد تشغيل الماكينات بحاجه إلى خبير لربطها مع الشبكة. في حين تظل المهمة الصعبة هي متطلبات أسلاك التحكم الخاصة بماكينات السي إن سي.

## البدائل
عادةً ما تستخدم الماكينات المشابهة جهاز كمبيوتر محمول أو لاب توب لتجنب نفقة نظام DNC متصل بالشبكة بالكامل. في الماضي كان برنامج Facit Walk Disk وجهاز مشابه من تصنيع شركة يامازاكي مازاك شائعًا جدًا.

## وصلات خارجية
- مميزات استخدام أنظمة التحكم الرقمي المباشر.